# Château de Porto de Mós
Le château de Porto de Mós est une fortification militaire médiévale situé dans la freguesia de São Pedro, sur le territoire de la municipalité de Porto de Mós (district de Leiria, Portugal),.
Construit sur une colline, en position dominante sur la ville, son nom est lié à celui de Dom Fuas Roupinho (pt), immortalisé dans les vers de Luís de Camões et dans la Légende de Nazaré (pt). Il est classé Monument national depuis 1910.

## Historique
L'occupation du site remonterait à la Préhistoire, d'après des fragments de poterie découverts lors de recherches archéologiques. Dès l'époque romaine, époque à laquelle la première défense de la colonie est censée dater, des pièces de monnaie ont été collectées et des inscriptions latines ont été identifiées sur deux ouvrages en pierre. Ce castro a été étendu au cours des siècles suivants, successivement par les Wisigoths et les Musulmans.

### Le château médiéval
À l'époque de la Reconquista chrétienne de la péninsule Ibérique, au XIIe siècle, sous le règne d'Alphonse Ier (1112-1185), les forces d'Afonso Enriques avançant jusqu'au Tage, Porto de Mós devint un point stratégique pour la défense de Leiria et de Coimbra. Conquis en 1148, le château fut traditionnellement occupé par l'illustre roi Fuas Roupinho. Peu après, les Maures le reconquirent, et le roi Fuas réussit à s'échapper puis à le reprendre définitivement avec des renforts.
Grâce à l'encouragement de la colonisation sous le règne du roi Sanche Ier (1185-1211), la ville prospéra et ses défenses subirent d'importants travaux d'amélioration. Soucieuse de ses droits et devoirs, elle fut l'une des rares localités portugaises à s'ériger en municipalité de sa propre initiative, indépendamment de l'octroi d'une charte. De nouveaux travaux furent promus sous le règne du roi Denis Ier (1279-1325), qui lui accorda une charte (1305), et commença alors son adaptation à la fonction de résidence seigneuriale.

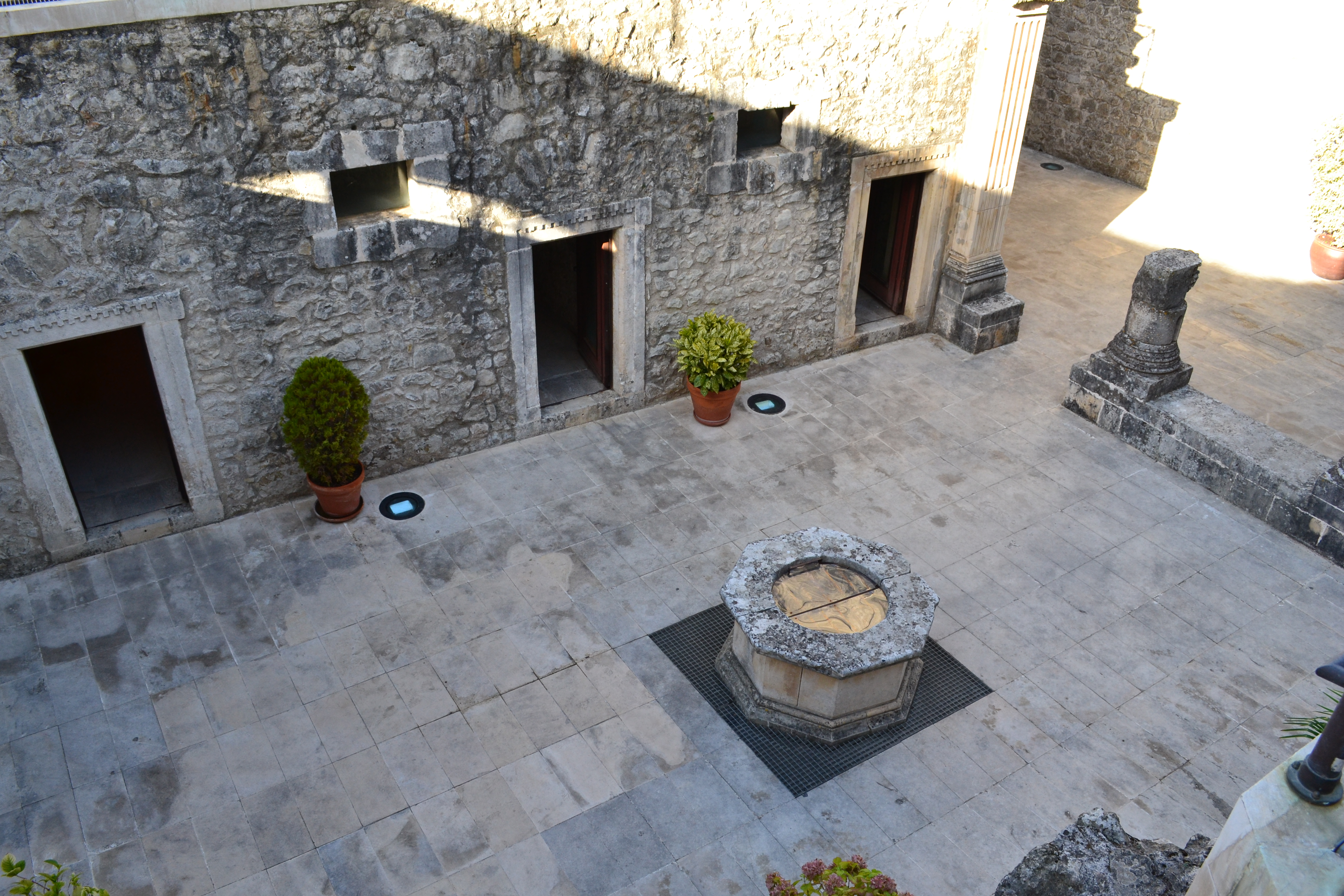

Lors de la crise portugaise de 1383-1385, la ville et son château se rangèrent du côté du maître d'Aviz le roi Jean Ier. Les forces portugaises, sous le commandement du souverain, campèrent ici en route vers la bataille d'Aljubarrota (1385). La ville, le château et ses domaines faisaient partie de l'importante donation de terres et de droits faite par le souverain au connétable, Dom Nuno Álvares Pereira. À sa mort, ils furent légués par testament à sa fille (Béatrice Pereira) et à son gendre (Alphonse Ier, les premiers ducs de Bragance. 
Au milieu du XVe siècle, le fils du 1er duc de Bragance, Dom Afonso, 4e comte d'Ourém et 1er marquis de Valença, s'intéressa à plusieurs villes de ces domaines et fut à l'origine de plusieurs améliorations à Porto de Mós, notamment la transformation de son château médiéval en manoir Renaissance, un projet que ses descendants préservèrent et développèrent.

### Du tremblement de terre de 1755 à nos jours
La structure défensive du château fut gravement endommagée par le séisme de 1755 à Lisbonne et, à nouveau, dans une moindre mesure, par celui de 1909, compromettant particulièrement l'élévation nord.
Au XXe siècle, il fut classé Monument National par décret du 23 juin 1910. Cependant, l'intervention publique ne se fit sentir que dans les années 1960, à l'initiative de la Direction Générale des Bâtiments et Monuments Nationaux (DGEMN). Une nouvelle campagne d'intervention et de restauration eut lieu en 2001.

## Caractéristiques

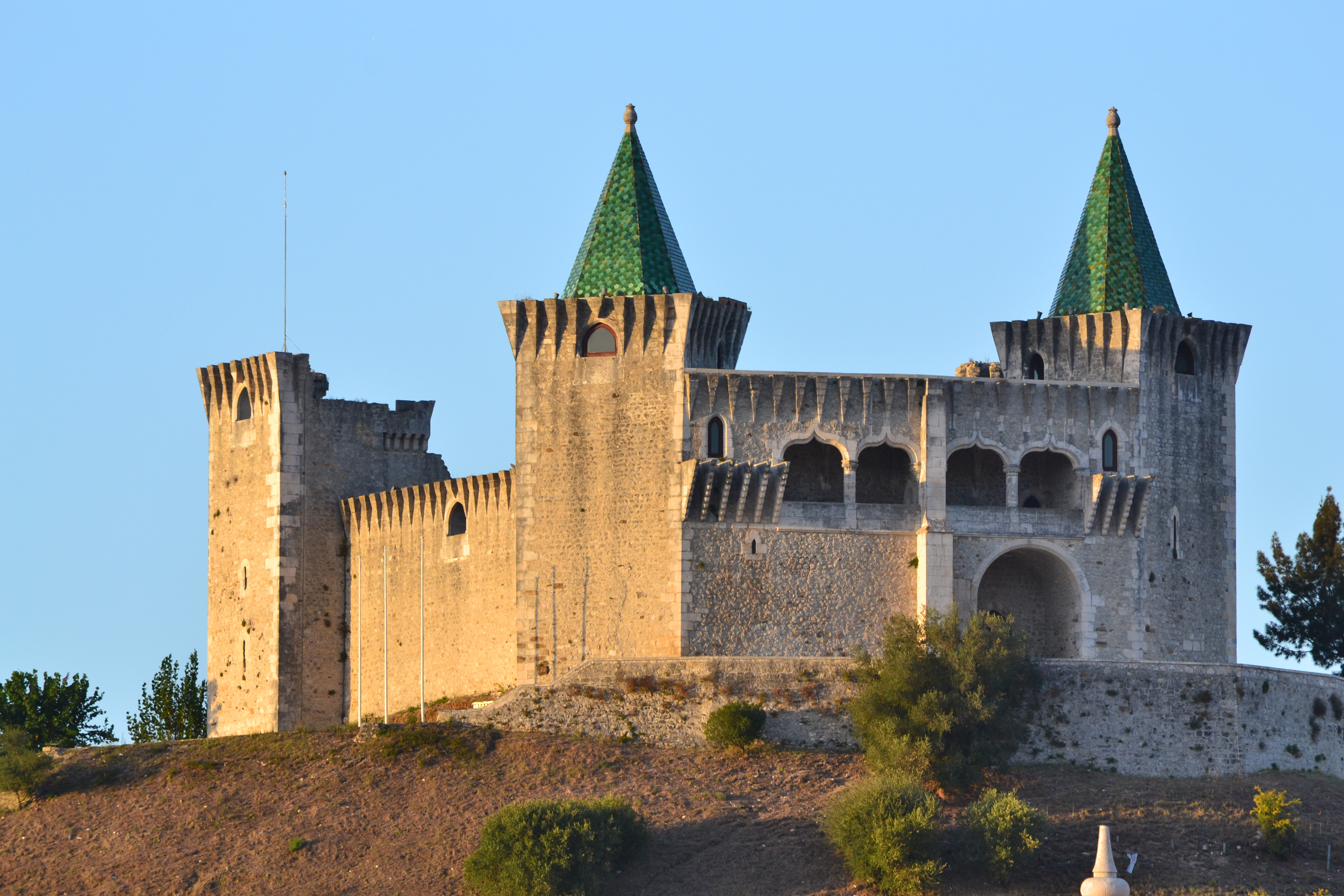

Le château seigneurial de Porto de Mós présente un plan pentagonal irrégulier de styles gothique et Renaissance. Ses pans de mur sont renforcés aux angles par cinq tours. Les deux du côté sud sont surmontées de flèches pyramidales vertes, tandis que les trois autres sont endommagées. Les parapets des tours et des courtines sont renforcés par une série de corbeaux, autrefois surmontés de créneaux. La façade sud présente une combinaison d'éléments architecturaux gothiques du XVe siècle. Deux tours vitrées la flanquent, avec un double balcon à voûtes d'arêtes, composé d'arcs en accolade en encorbellement, interrompus au centre par un contrefort en saillie, situé entre eux. Divers éléments sculpturaux enrichissent cet espace et les dépendances adjacentes du palais. Un grand portail ouvre sur le rez-de-chaussée. À l'intérieur des murs, on peut voir un atrium, formé d'un portique à colonnes et pilastres Renaissance, avec les murs à facettes de la citerne en son centre. Les portes et fenêtres rectangulaires et ogivales, ainsi que d'autres éléments de construction et de décoration, révèlent la coexistence de styles, ainsi que des similitudes avec le château de Ourém.

## Galerie

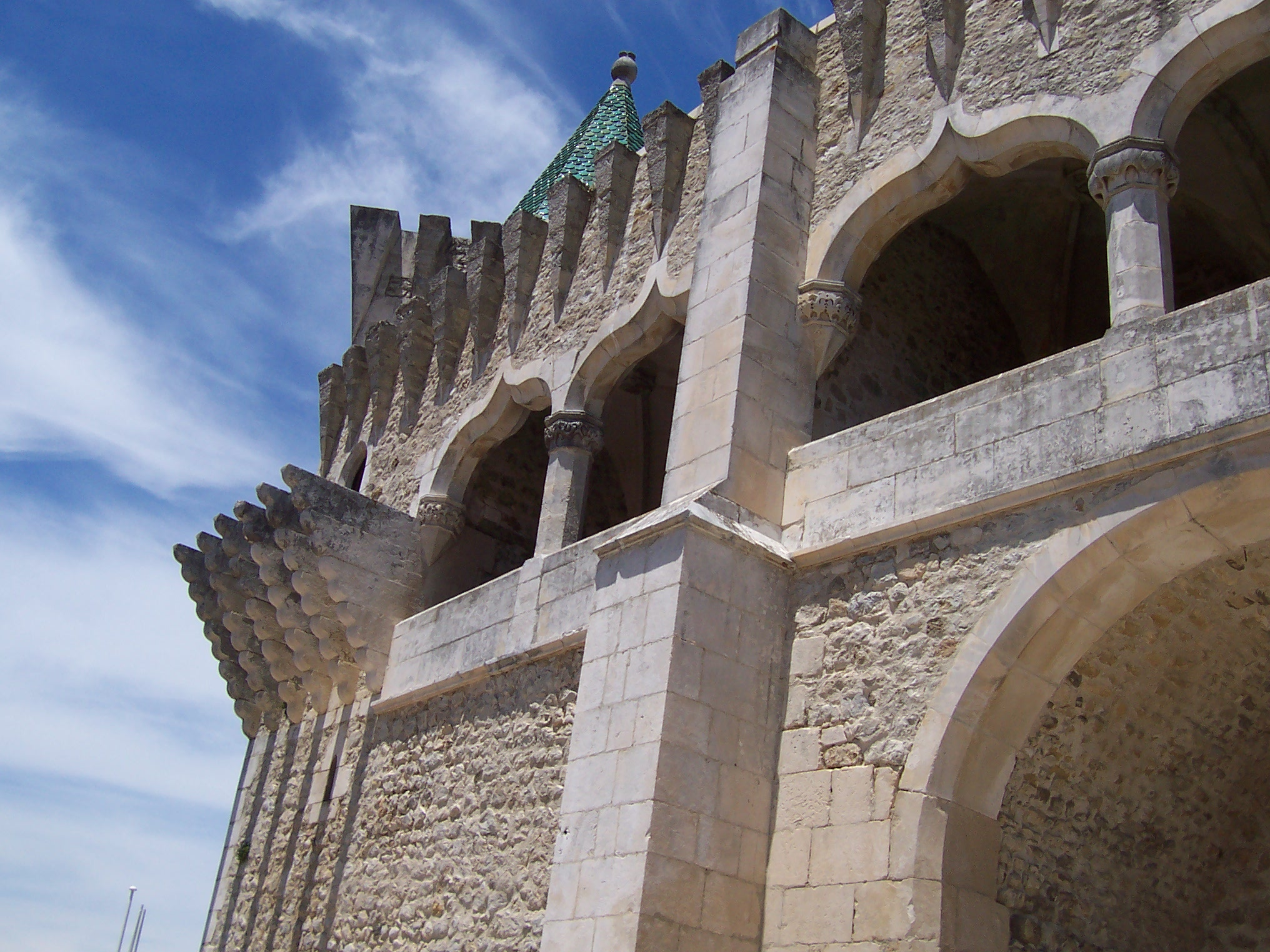
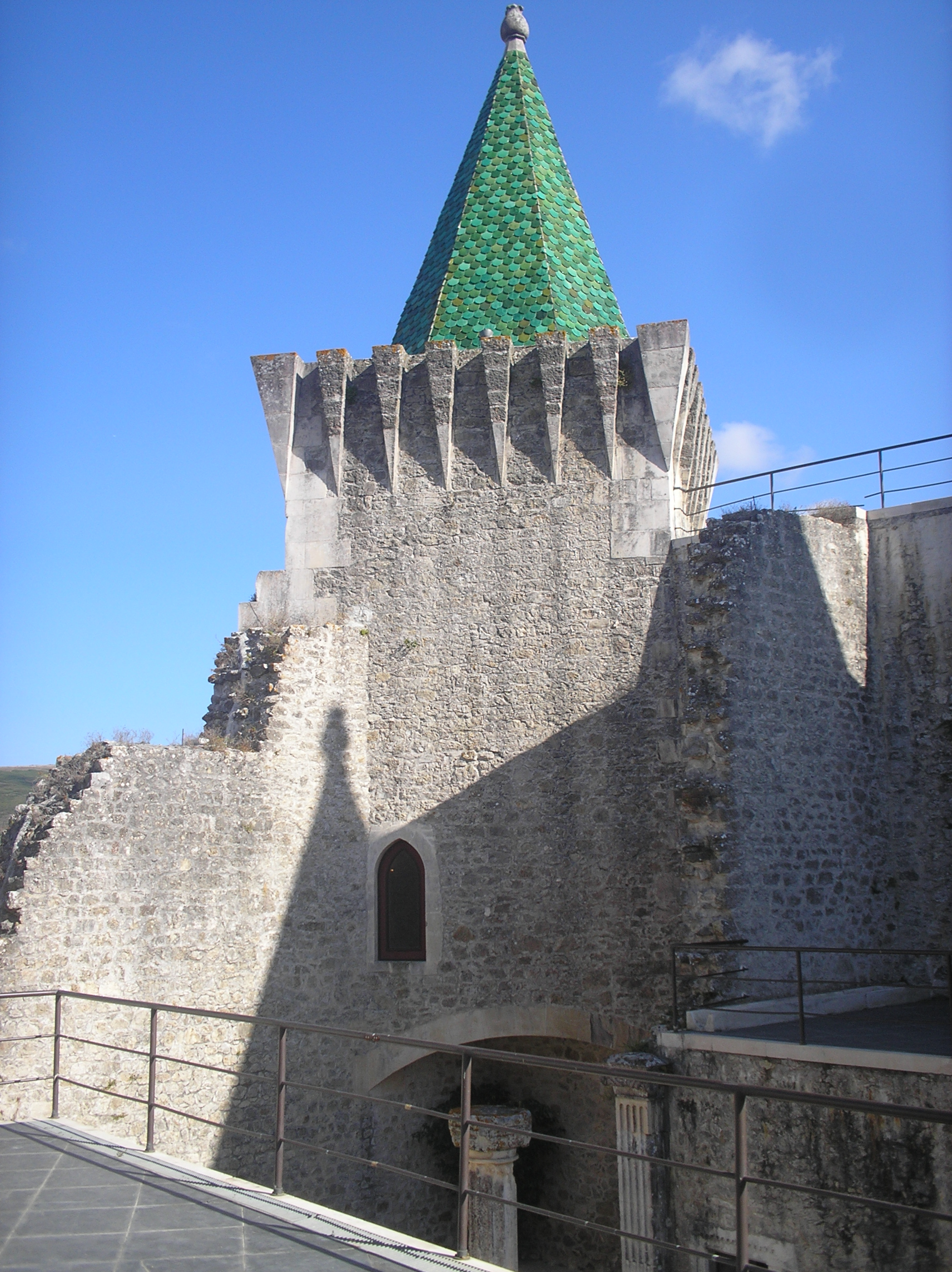
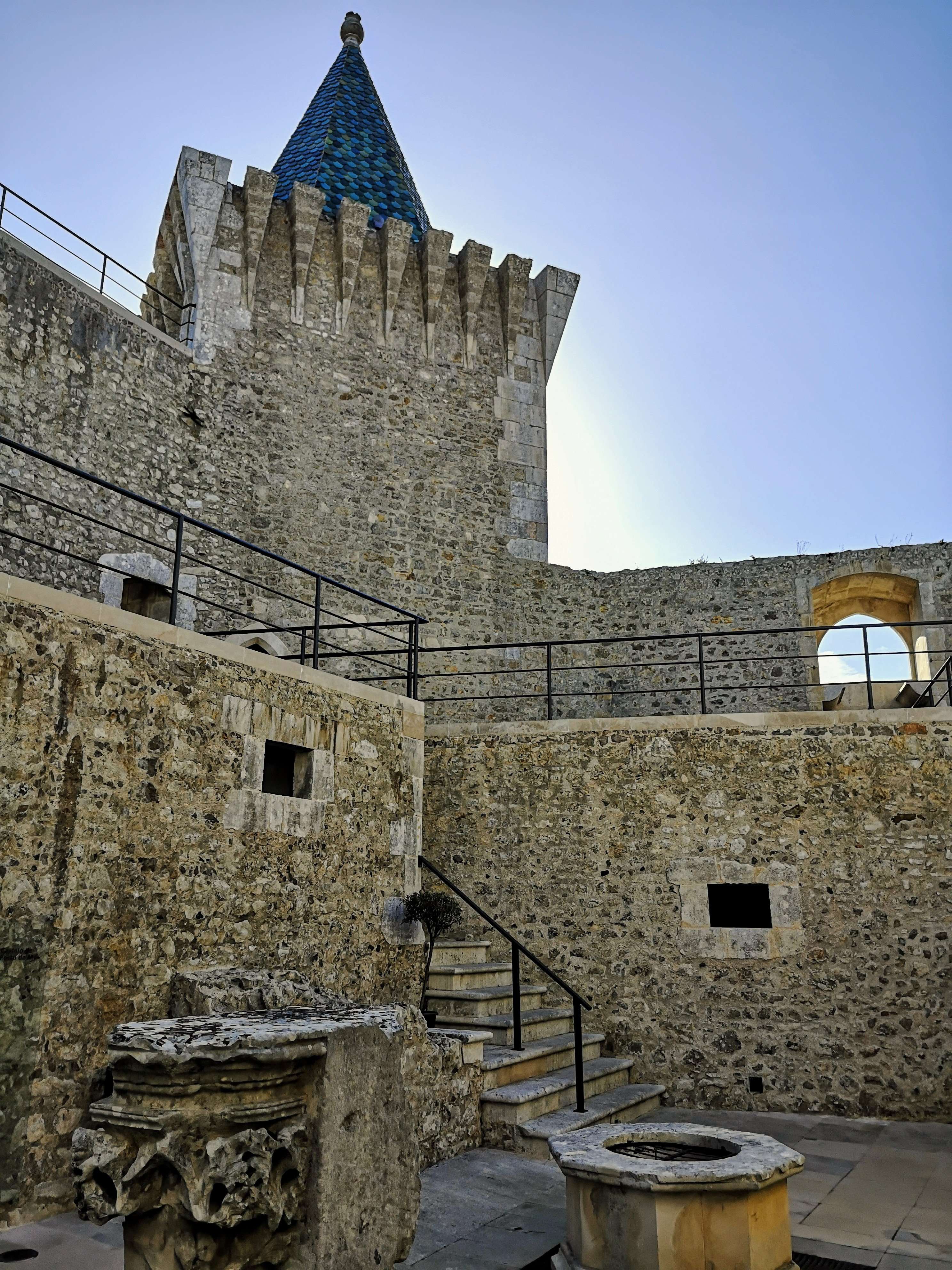